# Regius Professor of Rhetoric and English Literature (Edinburgh)

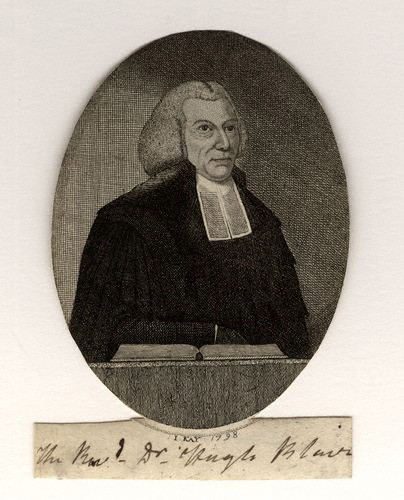
Hugh Blair – der erste Professor

Der Regius Professor of Rhetoric and English Literature ist eine 1762 von Georg III. als Regius Chair of Rhetoric and Belles Lettres eingerichtete Regius Professur für Literatur an der University of Edinburgh. Die Bezeichnung wurde 1861 geändert.

## Geschichte der Professur
In der Mitte des 18. Jahrhunderts hatte sich in Schottland eine Atmosphäre entwickelt, in der der Bedarf für Sprachstudien zunahm. Rhetorik und Literatur wurden traditionell als Teil der Philosophiestudien gelehrt. In dieser, später als Schottische Aufklärung bezeichneten Zeit bereiteten Personen wie John Stevenson, William Cleghorn, Adam Smith und Robert Watson den Grund für eine neue Form. Die Ernennung von Hugh Blair zum Professor of Rhetoric and Belles Lettres waren eine Folge dieses Lehransatzes.
1759 begann Hugh Blair mit Zustimmung des Senatus Academius und des für die Universität zuständigen Town Councils, Vorlesungen zur Rhetorik und 'Belle Letters’ zu halten. Allerdings zahlten weder die Universität, noch das Town Council dafür Geld. Die Kurse erwiesen sich aber als so populär, dass einflussreiche Gönner sich bei Georg III. einsetzten, der die Professur 1762 zur Regius Professur bestimmte und Mittel für den Professor bereitstellte. Die Fakultät in Edinburgh ist die älteste Englisch-Fakultät der Welt. Der Ansatz wurde später in anderen Universitäten umfassend übernommen.

## Inhaber
| Name                           | Namenszusatz                   | von          | bis  | Anmerkung |
| ------------------------------ | ------------------------------ | ------------ | ---- | --- |
| Hugh Blair                     |                                | 1762         | 1784 | Der Kirchenmann Blair war mit seinem innovativen Lehransatz so populär, dass der König die Professur mit seiner Patronage beehrte. Gleichzeitig führte Blair wichtige Veränderungen in der Untersuchungsmethode ein, beispielsweise die analytische Trennung zwischen Grammatik und Rhetorik. |
| William Greenfield             |                                | 1784         | 1798 | Greenfield war der Wunschnachfolger Blairs. Er lehrte zuvor schon an Blairs Stelle, und verwendete Blairs Schemata mit einigen Erweiterungen. Schon zum Dekan aufgestiegen wurde er wegen homosexueller Handlungen sämtlicher Ämter enthoben. Er verließ Schottland, veröffentlichte anonym 1809 Essays on the Sources of Pleasures Received from Literary Compositions und verstarb 1827 in England. In Aufzählungen wird Greenfield häufig nicht genannt und Blair als Regius Professor von 1762 bis 1801 genannt. |
| Hugh Blair                     |                                | 1798         | 1801 | Nach Greenfields Enthebung übernahm Blair wieder die Vorlesungen bis zu seinem Tod. |
| Andrew Brown                   |                                | 1801         | 1835 | Brown wurde gewählt, nachdem Walter Scott die Position abgelehnt hatte. Seine Ernennung war wenig erfolgreich, da er sich mehr für nordamerikanische Geschichte interessierte, als für literarische Studien. Unter Brown wurde das Fach stark vernachlässigt. |
| George Moir                    |                                | 1835         | 1840 | Moir hatte sich einen Namen als Literaturkritiker gemacht und wurde deshalb auf den Lehrstuhl berufen. 1840 zog er sich vom Lehrstuhl zurück, um Sheriff von Ross zu werden. In der Folge nahmen auch seine Aktivitäten als Literaturkritiker ab. |
| William Spalding               |                                | 1840         | 1845 | |
| William Edmonstoune Aytoun     | F.R.S.E                        | 1845         | 1865 | |
| David Mather Masson            | Esq., LL.D.                    | 1865         | 1895 | 1893 wurde Masson auch zum königlichen Historiographer ernannt. |
| George Saintsbury              | Esq., M.A.                     | 1895         | 1915 | |
| Herbert John Clifford Grierson | Esq., M.A., LL.D.              | 1915         | 1935 | |
| John Dover Wilson              | MA, Litt.D., F.B.A.,           | 1936         | 1945 | Wilson galt als der wichtigste Shakespeare-Experte seiner Zeit. Er zog sich 1945 von der Professur zurück, um seine gesamte Zeit auf ein Buch über Shakespears Werk zu verwenden. |
| William Lindsay Renwick        |                                | 1945         | 1959 | |
| John Everett Butt              | Esq., M.A., B.Litt.            | 1959         | 1967 | |
| Harold Jenkins                 |                                | 1967         | 1971 | Wie vor ihm Dover Wilson, zog sich Jenkins vorzeitig von der Professur zurück, um, ebenfalls wie dieser, sein Schlüsselwerk über Hamlet zu veröffentlichen. |
| Alistair David Shaw Fowler     | CBE                            | 1972         | 1984 | |
|                                |                                | 1984         | 1991 | vakant |
| Charles Ian Edward Donaldson   | BA, BLitt, MA, FBA, FRSE, FAHA | 1991         | 1995 | |
|                                |                                | 1995         | 2000 | Lücke in den belegten Daten: Das Fehlen eines Eintrags bedeutet nur, dass keine belegten Daten für diesen Zeitraum vorliegen. Daraus kann nicht abgeleitet werden, dass der Lehrstuhl während dieser Zeit nicht besetzt war. |
| John Frow                      | B.A., M.A., Ph.D.; F.A.H.A.    | 2000         | 2004 | Frow wechselte als Darnell Professor of English von der University of Queensland nach Edinburgh und verließ den Lehrstuhl 2004, um an der University of Melbourne zu lehren. |
|                                |                                | 1. Okt. 2004 | 2007 | vakant |
| Laura Marcus                   | F.B.A.                         | 2007         | 2010 | Nach über 200 Jahren und sechzehn männlichen Vorgängern besetzte 2007 erstmals eine Frau den Lehrstuhl. Marcus nach nur drei Jahren zur Goldsmiths' Professor of English Literature an der University of Oxford. |
| Greg Walker                    | B.A., Ph.D.; F.R.S.E.          | 2010         |      | Walkers akademische Laufbahn führte von einer Professur an der University of Leicester zum Masson Professor of English in Edinburgh, von wo er in die Regius Professur wechselte. Sein Fachgebiet ist die Literatur in der frühen Tudor-Zeit, insbesondere in der Zeit von Heinrich VIII. |